# 남양주소방서
남양주소방서(南楊州消防署, Namyangju Fire Station)는 경기도 남양주시를 관할하는 경기도 북부소방재난본부 산하의 소방서이다. 남양주소방서는 2005년에 개서하였다. 그 이전에는 남양주시 지역을 구리소방서가 담당하였다.
소방서장은 소방정으로 보한다.

## 조직
| - 소방행정과 - 소방행정팀 - 회계장비팀 | - 재난예방과 - 예방대책팀 - 민원팀 - 생활안전팀 | - 소방안전특별점검단 - 화재안전조사팀 - 소방패트롤팀 - 소방사법팀 | - 재난대응과 - 대응전략팀 - 구조팀 - 구급팀 | - 현장지휘단 - 현장지휘팀 - 화재조사팀 - 안전지원팀 |

## 관할센터 및 관할구역
남양주소방서는 9개의 119안전센터와 각 1개의 구조대, 구급대를 산하에 두고 있다.
| 명칭                   | 사진 | 주소                     | 관할구역                 | 지역대     |
| ---------------------- | ---- | ------------------------ | ------------------------ | ---------- |
| 평내119안전센터        |      | 평내로 25                | 평내동, 호평동, 금곡동   |            |
| 진접119안전센터        |      | 진접읍 금강로 1509-25    | 진접읍                   |            |
| 진건119안전센터        |      | 진건읍 진건오남로 112-21 | 진건읍                   |            |
| 화도119안전센터        |      | 화도읍 수레로1260번길 25 | 화도읍, 수동면           | 수동지역대 |
| 와부119안전센터        |      | 와부읍 덕소로97번길 34-2 | 와부읍, 조안면           | 조안지역대 |
| 별내119안전센터        |      | 송산로 41                | 퇴계원읍, 별내면, 별내동 |            |
| 오남119안전센터        |      | 오남읍 진건오남로 722    | 오남읍                   |            |
| 가운119안전센터        |      | 가운로 16                | 다산2동                  |            |
| 다산119안전센터        |      | 다산중앙로146번길 76     | 다산1동                  |            |
| 남양주소방서 119구조대 |      | 평내로 25                | 경기도 남양주시 일원     |            |
| 남양주소방서 119구급대 |      | 평내로 25                | 경기도 남양주시 일원     |            |

## 같이 보기
- 대한민국 소방청
- 대한민국의 소방
- 대한민국 소방공무원